# ليندسي تومسون
ليندسي تومسون (بالإنجليزية: Lindsay Thompson)‏ هو سياسي أسترالي، ولد في 15 أكتوبر 1923 في أستراليا، وتوفي في 16 يوليو 2008 في أستراليا بسبب ذات الرئة. حزبياً، نشط في الحزب الليبرالي الأسترالي وLiberal and Country Party ‏. وقد انتخب Premier of Victoria ‏ عن دائرة Electoral district of Malvern ‏ (5 يونيو 1981 – 8 أبريل 1982) وانتخب عضو المجلس التشريعي الفيكتوري وانتخب عضو الجمعية التشريعية فيكتوريا عن دائرة Electoral district of Malvern ‏ (30 مايو 1970 – 5 نوفمبر 1982).